# Sebastián Coates
Pour les articles homonymes, voir Coates.
Sebastián Coates, né le 7 octobre 1990 à Montevideo, est un footballeur international uruguayen qui évolue au poste de défenseur central au Club Nacional.

## Biographie

### Club

#### Liverpool FC (2011-2015)
En août 2011, Coates fut l'objet d'un grand intérêt pour la Premier League et particulièrement pour Liverpool FC. On lui donna la permission de passer un examen médical à Melwood en avance sur son projet de déménagement le 26 août. Le jour suivant, il suivit le match de Liverpool contre Bolton Wanderers. Le 30 août, Liverpool annonça la signature de Coates sur un contrat à long terme et un prix indefini,. Liverpool annonça officiellement que Sebastián Coates portera le maillot numéro 16. Le dernier joueur qui porta ce numéro fut Sotirios Kyrgiakos parti de Liverpool FC pour VfL Wolfsburg.

#### Sunderland AFC (2014-2016)
Le 1er septembre 2014, il est prêté à Sunderland.
Il signe la saison suivante un contrat de 4 ans avec le club.

#### Sporting CP (2016-2024)
Dans le dur en Angleterre dans sa nouvelle équipe, il est prêté une nouvelle fois mais cette fois-ci du côté du Portugal au Sporting lors du mercato hivernal en janvier 2016 jusqu'à la fin de la saison 2015-16, puis qui a été prolongé l'été suivant pour une saison.
Il signe définitivement dans le club de Lisbonne le 2 février 2017.

#### Nacional Montevideo (depuis 2024)
Après 369 matchs et 37 buts avec le Sporting CP, le joueur de 33 ans retourne dans son club formateur en Uruguay, le Nacional Montevideo.

### Sélection nationale
Le 23 juin 2011, Sebastián Coates honore sa 1re sélection en équipe nationale pour affronter l'Estonie en amical, où il remplace Mauricio Victorino à la 60e minute du match (victoire 3-0).
Convoqué par Óscar Tabárez pour disputer la Copa América 2011, il est l'un des grands artisans de la victoire finale en participant à 4 matchs notamment la demi-finale et la finale. C'est lors de cette compétition qu'il attire l'attention des clubs européens. L'année suivante, il est convoqué par Gustavo Ferreyra pour disputer les Jeux Olympiques 2012 à Londres.
Lors de la Coupe des Confédérations 2013, ils se voient perdre en demi-finales contre le Brésil. Un an plus tard, il est convoqué pour disputer la Coupe du monde 2014 où les uruguayens seront éliminés en huitièmes de finales par la Colombie sur un doublé de James Rodríguez. Coates participera ensuite à la Copa America 2015 où l'Uruguay sera éliminée en quarts-de-finale par le Chili, futur vainqueur de la compétition.
Il disputera la Coupe du monde 2018 en Russie, l'Uruguay sera sortie en quarts-de-finale par la France, future championne du monde. Durant la Copa America 2019, Coates est une nouvelle fois convoqué mais ne peut empêcher l'élimination uruguayenne en quarts-de-finale par le Pérou aux tirs-au-but. Il est rappelé pour disputer la Copa America 2021 mais l'Uruguay sortira une nouvelle fois en quarts-de-finale par la Colombie aux tirs-au-but. Le même scénario que deux années auparavant.
Le 10 novembre 2022, il est sélectionné par Diego Alonso pour participer à la Coupe du monde 2022.

## Palmarès

### En sélection nationale
- Équipe d'Uruguay
  - Vainqueur de la Copa América 2011

### En club
- Nacional Montevideo
  - Championnat d'Uruguay :
    - Vainqueur : 2009 et 2011
- Sporting CP
  - Championnat du Portugal :
    - Vainqueur : 2021 et 2024

  - Coupe du Portugal :
    - Vainqueur : 2019

  - Coupe de la Ligue portugaise
    - Vainqueur : 2018, 2019, 2021 et 2022

  - Supercoupe du Portugal :
    - Vainqueur : 2021

### Distinctions personnelles
- Nacional Montevideo
  - 2011 : Meilleur joueur du Championnat d'Uruguay[8]
- Équipe d'Uruguay
  - 2011 : Meilleur jeune joueur de la Copa América 2011[8]